# Echternach
Cet article concerne une ville du Luxembourg. Pour le canton du même nom, voir Canton d'Echternach.
Echternach (en luxembourgeois : Iechternach  et dans la langue locale Eechternoach) est une ville du Luxembourg d’environ 5 700 habitants et le chef-lieu de son canton, le long de la vallée de la Sûre marquant la frontière avec la Rhénanie-Palatinat allemande.
Elle est surtout connue pour son abbaye et sa procession dansante le mardi de la Pentecôte.

## Géographie
Echternach, à l'est du pays, le long de la rivière  frontalière Sûre (Sauer, en luxembourgeois), fait partie de la région naturelle du Mullerthal surnommée Petite Suisse luxembourgeoise.

## Histoire

### La procession dansante
La procession dansante d’Echternach est une procession religieuse très particulière à bien des égards. Elle trouve son origine dans l’histoire de l’abbaye d'Echternach et celle de son fondateur, saint Willibrord (658-739). Cette procession internationale est un hommage au personnage de saint Willibrord. Pourquoi internationale ? Mais parce qu'un grand nombre de pèlerins y prennent part chaque année, pèlerins venant de tous les coins du Luxembourg tel qu'il exista à l'époque de sa plus grande extension (1364-1659), ce qui fait que de nombreuses personnes venant d'Allemagne, de Belgique et de France viennent "danser" à Echternach chaque mardi de la Pentecôte. Ce n’est pas seulement un hommage à la personne de saint Willibrord, mais aussi un rite religieux significatif. La procession dansante d’Echternach est d'ailleurs inscrite depuis le 16 novembre 2010 à la « liste représentative de l’héritage culturel immatériel de l'humanité » par l’UNESCO.
Cette liste s’inscrit dans un projet de maintien du patrimoine culturel immatériel déjà très fragile à l’origine. L’Unesco tente ainsi de mettre un frein à la mondialisation au profit de la multiculturalité et des traditions représentatives locales. Le fait que cette procession fasse partie intégrante de la liste créée par l’Unesco témoigne de son importance culturelle et de son ancrage dans la tradition de la communauté d’Echternach.
Un intéressant paradoxe est lié à la procession dansante d’Echternach. En effet, bien que relevant de la célébration religieuse et donc du rite religieux, l’Église s’y est longtemps fortement opposée. En effet, le caractère païen de cette procession s’écartait des principes catholiques les plus fondamentaux. La danse célèbre la joie débridée, ce qui n’est pas un élément premier de la religion chrétienne et ne doit donc pas donner lieu à une célébration. Ce facteur païen a mené à des interdictions successives au fil des siècles, mais n’a jamais empêché le développement et l’évolution de cette tradition.
Cette procession a été périodiquement menacée par le clergé ainsi que par l’autorité civile ou politique. L’Église s’y est opposée du fait que la procession dansante d’Echternach était une manifestation originale du catholicisme "populaire", ce qui revenait presque à dire « manifestation païenne ». De plus, la procession dansante est peu banale, dans le sens où elle consiste en des pas latéraux et en une progression très lente (en réalité, elle ne correspond pas à ce que l'on raconte régulièrement, c’est-à-dire à une procession avançant selon le rythme de deux pas en avant et un pas en arrière. Techniquement atypique et religieusement hors norme, cette tradition a eu beaucoup d’opposants. Pendant la Seconde Guerre mondiale, la procession dansante a été interdite pour une raison évidente : l’occupation allemande ne pouvait pas tolérer l’expression de la culture religieuse locale.
La première mention de cette procession date de la fin du XVe siècle. Comme toute tradition, la procession dansante d’Echternach a connu une évolution à travers le temps. La musique, la danse ainsi que la composition de la procession a évolué. Il ne faut pas oublier le fait que c’est une tradition religieuse mais aujourd’hui, y prendre part ne nécessite pas un statut exclusif, en effet, des personnes de toutes origines sociales peuvent y prendre part. Aussi, les femmes ont eu l’autorisation officielle d’y participer à partir de 1802. L'évolution de la danse même peut être constatée à travers les sources que l’on peut retrouver du XXe siècle par exemple. Si l’on regarde des extraits filmés de l’année 1924, on constate que la procession dansante d’Echternach est qualifiée de procession se déplaçant : « Three steps forward-three steps backwards ». Aujourd’hui la procession avance et danse à travers des pas latéraux. Pour ce qui est de la musique, les écrits concernant ce détail sont assez peu nombreux et peu détaillés mais on peut distinguer deux exemples donnés : la procession se déroulant sous des airs de polka ou encore se déroulant sous un air populaire qualifié de « primitif ».
Si l’on prend la procession dansante d’Echternach de nos jours et qu’on l’observe plus en détail, beaucoup de spécificités sont à dénoter. L’originalité de cette procession dansante réside dans sa progression lente et sa danse latérale mais cela ne s’arrête pas à ces détails. C’est une procession qui commence le matin dans la cour de l’ancienne abbaye et qui est composée non seulement de membres du clergé, de musiciens, de chanteurs et de danseurs mais aussi de simples citoyens venant des alentours d’Echternach. Elle s’achève par un office dans la basilique d’Echternach. Les participants à cette procession sont vêtus de blanc pour la plupart et se joignent à cette procession afin de célébrer le saint de la ville d’Echternach : saint Willibrord.
La procession dansante d’Echternach ne fait pas juste partie du patrimoine culturel d’Echternach ou du Luxembourg, mais s’est inscrite dans le patrimoine culturel immatériel mondial. Sa popularité ne cesse de s’accroître et devient de plus en plus inclusive car nombre de pèlerins qui y prennent part de nos jours ne sont plus exclusivement luxembourgeois.
Cette procession rassemble actuellement en moyenne 13 000 personnes chaque année et s’inscrit de plus en plus profondément dans l’histoire culturelle de la ville, et nombre d’informations peuvent être trouvées à son sujet au shop du Musée de l’abbaye d’Echternach. La préservation de cette tradition n’est plus un souci, car elle est solidement documentée à travers de nombreux livres, articles et films et elle a acquis une notoriété publique grâce à son inscription à l'inventaire de l’Unesco. Elle a même donné son nom à un ouvrage qui prend la forme d'une enquête policière : « La procession d’Echternach » par Hervé Carn.

### La villa romaine
La villa romaine d’Echternach fait aujourd’hui partie du patrimoine culturel de la commune d’Echternach. Son existence témoigne d’un établissement préalable à la véritable fondation de l’abbaye d’Echternach. Cela étant, il est sensé de l’assimiler à la culture de la ville d’Echternach. L’abbaye d’Echternach qui est devenue aujourd’hui la commune d’Echternach appartenant au Luxembourg avait donc un passé romain. Pour être plus précis le passé d’Echternach aurait une origine gallo-romaine.

### Seconde Guerre mondiale
Le 10 mai 1940 les armées allemandes envahissent simultanément les Pays-Bas, la Belgique et le Luxembourg pour affronter la France et la Grande-Bretagne. C'est ainsi qu'à Echternach, une partie de la 10e Panzerdivision, qui a pour objectif de traverser la Meuse à Sedan, franchit la frontière.

## Politique et administration

### Liste des bourgmestres
| Identité                                      | Période         | Période                                   | Durée                     | Étiquette |
| Identité                                      | Début           | Fin                                       | Durée                     | Étiquette |
| --------------------------------------------- | --------------- | ----------------------------------------- | ------------------------- | --------- |
| François Antoine Defer (d) (1735 - 1821)      | 1797            | 1797                                      | moins d’un an             |           |
| Pierre Houth (d) (1759 - 1834)                | 1797            | 1798                                      | 1 an                      |           |
| Guillaume Ernser (d) (1773 - 1820)            | 1798            | 1799                                      | 1 an                      |           |
| Dominique Zimmer (d) (1753 - 1825)            | 1798            | 1798                                      | moins d’un an             |           |
| Nicolas Hout (d)                              | 1799            | 1799                                      | moins d’un an             |           |
| François Heldenstein (d) (1749 - 1824)        | 1799            | 1800                                      | 1 an                      |           |
| Joachim Heilbrunn (d) (1754 - 1806)           | 1800            | 1801                                      | 1 an                      |           |
| Jean-Baptiste Herveg (d) (1760 - 1828)        | 1801            | 1808                                      | 7 ans                     |           |
| Jean-Baptiste Herveg (d) (1760 - 1828)        | 1808            | 1813                                      | 5 ans                     |           |
| Jean-Henri Dondelinger (d) (1753 - 1816)      | 1813            | 1814                                      | 1 an                      |           |
| Ernest Dominique Laeis (d) (1788 - 1872)      | 1814            | 1817                                      | 3 ans                     |           |
| Jean Charles Beving (d) (1770 - 1850)         | 1817            | 1818                                      | 1 an                      |           |
| Guillaume Ernser (d) (1773 - 1820)            | 1818            | 1819                                      | 1 an                      |           |
| Barthélemy Foehr (d) (1773 - 1855)            | 1819            | 1820                                      | 1 an                      |           |
| Dominique Zimmer (d) (1753 - 1825)            | 1820            | 1821                                      | 1 an                      |           |
| Jean-Henri Dondelinger jun. (d) (1786 - 1850) | 1821            | 1822                                      | 1 an                      |           |
| Barthélemy Foehr (d) (1773 - 1855)            | 1822            | 1823                                      | 1 an                      |           |
| Dominique Zimmer (d) (1753 - 1825)            | 1823            | 1824                                      | 1 an                      |           |
| Jean-Henri Dondelinger jun. (d) (1786 - 1850) | 1824            | 1828                                      | 4 ans                     |           |
| Joseph Baldauff (d) (1792 - 1846)             | 1828            | 1830                                      | 2 ans                     |           |
| Michel Witry (d) (1797 - 1874)                | 1830            | 1839                                      | 9 ans                     |           |
| Joseph Baldauff (d) (1792 - 1846)             | 1839            | 1843                                      | 4 ans                     |           |
| Mathias Lefort (d) (1795 - 1861)              | 1843            | 1849                                      | 6 ans                     |           |
| Jean-Pierre Brimmeyr (d) (1799 - 1876)        | 1843            | 1843                                      | moins d’un an             |           |
| Chrysostome Keiffer (d) (1803 - 1881)         | 1849            | 1854                                      | 5 ans                     |           |
| Pierre Becker (d) (1809 - 1879)               | 1854            | 13 février 1879 (mort en cours de mandat) | 25 ans                    |           |
| Jean Mathias Foehr (d) (1819 - 1910)          | 1879            | 1906                                      | 27 ans                    |           |
| Rodolphe Brimmeyr (d) (1834 - 1922)           | 1906            | 1914                                      | 8 ans                     |           |
| Gustave Gretsch (d) (1867 - 1960)             | 1915            | 1918                                      | 3 ans                     |           |
| Émile Schaaff (d) (né en 1868)                | 1918            | 1924                                      | 6 ans                     |           |
| Mathias Schaffner (d) (1869 - 1940)           | 1924            | 1940                                      | 16 ans                    | PD        |
| Christian Stock (d) (né en 1894)              | 1941            | 1944                                      | 3 ans                     |           |
| Joseph Kill (d) (1879 - 1963)                 | 1944            | 1945                                      | 1 an                      |           |
| Robert Schaffner (en) (1905 - 1979)           | 1945            | 1947                                      | 2 ans                     | DP        |
| Gustave Elsen (d) (1912 - 1997)               | 1947            | 1951                                      | 4 ans                     |           |
| Joseph Relles (d) (1909 - 1971)               | 1951            | 1969                                      | 18 ans                    |           |
| Robert Schaffner (en) (1905 - 1979)           | 1970            | 2 août 1979 (mort en cours de mandat)     | 9 ans                     | DP        |
| Gab Delleré (d) (1926 - 2010)                 | 1979            | 1987                                      | 8 ans                     | DP        |
| Jos Scheuer (d) (né en 1943)                  | 1988            | 1993                                      | 5 ans                     | POSL      |
| Mady Schaffner (d) (1934 - 2021)              | 1994            | 1998                                      | 4 ans                     | DP        |
| Jos Massard (né en 1944)                      | 1998            | 1999                                      | 1 an                      | DP        |
| Jos Scheuer (d) (né en 1943)                  | 2000            | 2005                                      | 5 ans                     | POSL      |
| Marc Diederich (d)                            | 2005            | 2008                                      | 3 ans                     | CSV       |
| Théo Thiry (d)                                | 2008            | 2015                                      | 7 ans                     | CSV       |
| Yves Wengler (d) (né en 1963)                 | 27 février 2015 | En cours                                  | 10 ans, 4 mois et 5 jours | CSV       |

## Population et société

### Démographie
L'évolution du nombre d'habitants est connue à travers les recensements de la population effectués dans le pays depuis 1821. Les recensements décennaux de la population permettent de caler les chiffres sur la composition de la population par sexe, âge, nationalité et commune de résidence. Entre deux recensements, la population au 1er janvier de l’année {\displaystyle x} est évaluée en ajoutant à la population au 1er janvier de l’année {\displaystyle x-1} les soldes naturel (naissances {\displaystyle -} décès) et migratoire (arrivées {\displaystyle -} départs) de l'année. La même méthode est appliquée pour la répartition par âge au 1er janvier et les effectifs totaux par nationalité. Depuis le 1er septembre 2023, le Luxembourg dénombre 100 communes.
Au 1er janvier 2024, la commune comptait 5 869 habitants.
| 1821  | 1851  | 1871  | 1880  | 1890  | 1900  | 1910  | 1922  | 1930  |
| ----- | ----- | ----- | ----- | ----- | ----- | ----- | ----- | ----- |
| 3 251 | 4 393 | 3 822 | 4 179 | 3 398 | 3 523 | 3 527 | 3 202 | 3 083 |

| 1935  | 1947  | 1960  | 1970  | 1978  | 1979  | 1981  | 1983  | 1984  |
| ----- | ----- | ----- | ----- | ----- | ----- | ----- | ----- | ----- |
| 3 280 | 3 141 | 3 389 | 3 792 | 4 222 | 4 211 | 4 149 | 4 140 | 4 150 |

| 1985  | 1986  | 1987  | 1988  | 1989  | 1990  | 1991  | 1992  | 1993  |
| ----- | ----- | ----- | ----- | ----- | ----- | ----- | ----- | ----- |
| 4 190 | 4 150 | 4 190 | 4 256 | 4 327 | 4 391 | 4 216 | 4 220 | 4 268 |

| 1994  | 1995  | 1996  | 1997  | 1998  | 1999  | 2000  | 2001  | 2002  |
| ----- | ----- | ----- | ----- | ----- | ----- | ----- | ----- | ----- |
| 4 340 | 4 364 | 4 379 | 4 367 | 4 371 | 4 449 | 4 509 | 4 610 | 4 555 |

| 2003  | 2004  | 2005  | 2006  | 2007  | 2008  | 2009  | 2010  | 2011  |
| ----- | ----- | ----- | ----- | ----- | ----- | ----- | ----- | ----- |
| 4 498 | 4 505 | 4 552 | 4 658 | 4 800 | 4 855 | 4 877 | 4 902 | 5 336 |

| 2012  | 2013  | 2014  | 2015  | 2016  | 2017  | 2018  | 2019  | 2020  |
| ----- | ----- | ----- | ----- | ----- | ----- | ----- | ----- | ----- |
| 5 388 | 5 367 | 5 382 | 5 344 | 5 249 | 5 530 | 5 614 | 5 618 | 5 617 |

| 2021  | 2022  | 2023  | 2024  | - | - | - | - | - |
| ----- | ----- | ----- | ----- | - | - | - | - | - |
| 5 650 | 5 705 | 5 870 | 5 869 | - | - | - | - | - |

Le graphique qui aurait dû être présenté ici ne peut pas être affiché car il utilise l'ancienne extension Graph, désactivée pour des questions de sécurité. Des indications pour créer un nouveau graphique avec la nouvelle extension Chart sont disponibles ici.

### Manifestations culturelles et festivités
Le Festival international Echternach de musique et de jazz a lieu chaque année.

## Économie
La ville dispose depuis la fermeture de l'usine Monsanto dans les années 1980 d'une zone d'activité économique gérée par un syndicat intercommunal, le Syndicat intercommunal pour la création, l'aménagement, la promotion et l'exploitation d'une zone d'activités économiques à caractère régional dans le canton d'Echternach (SIAEE).

## Transports
La commune est traversée par les routes nationales N10 et N11.
La commune est desservie par le Régime général des transports routiers (RGTR). En outre, elle opère un service « City-Bus » constitué de deux lignes (« Citybus » et « Citynavette »).

## Culture locale et patrimoine

### Lieux et monuments

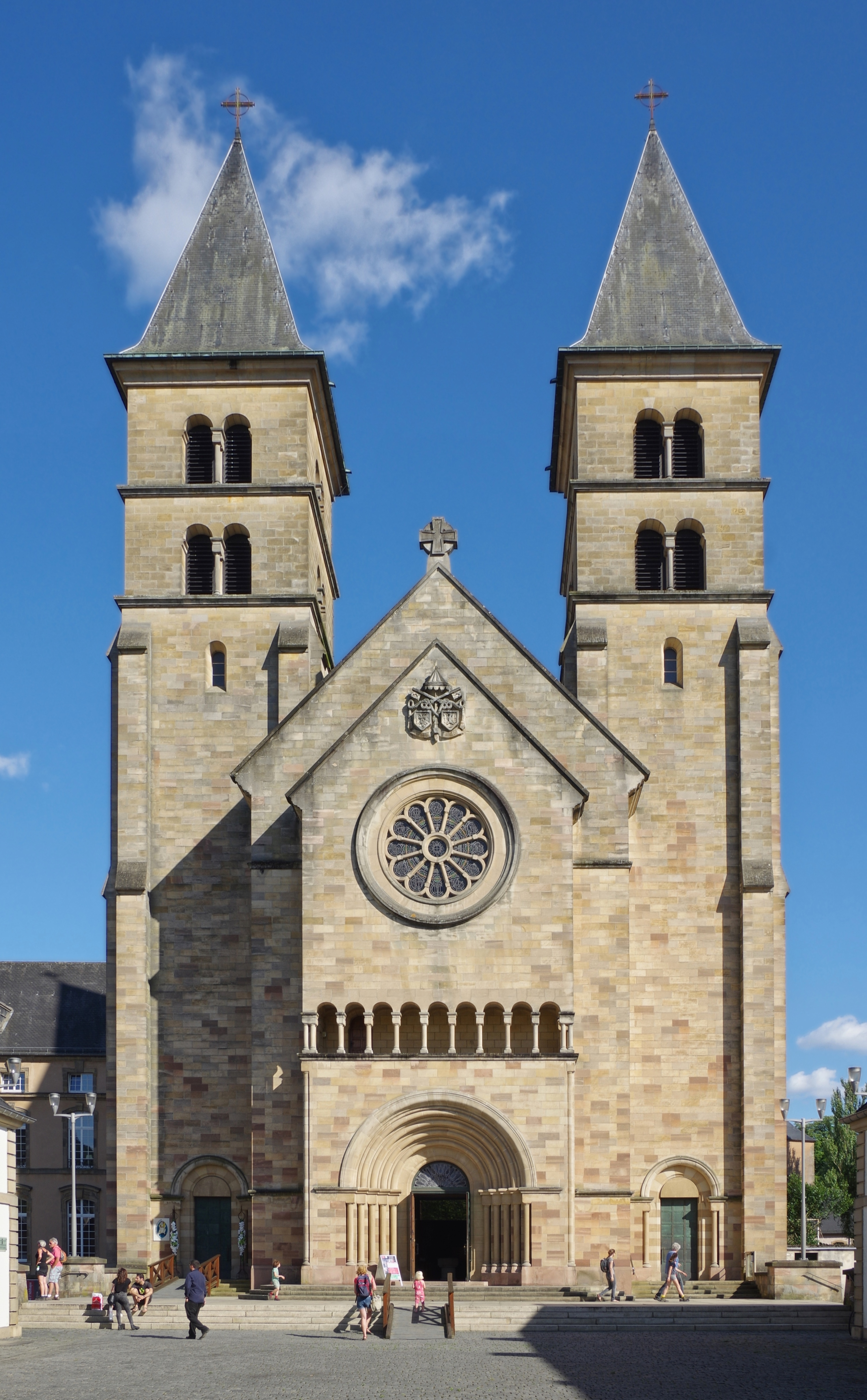
La basilique.
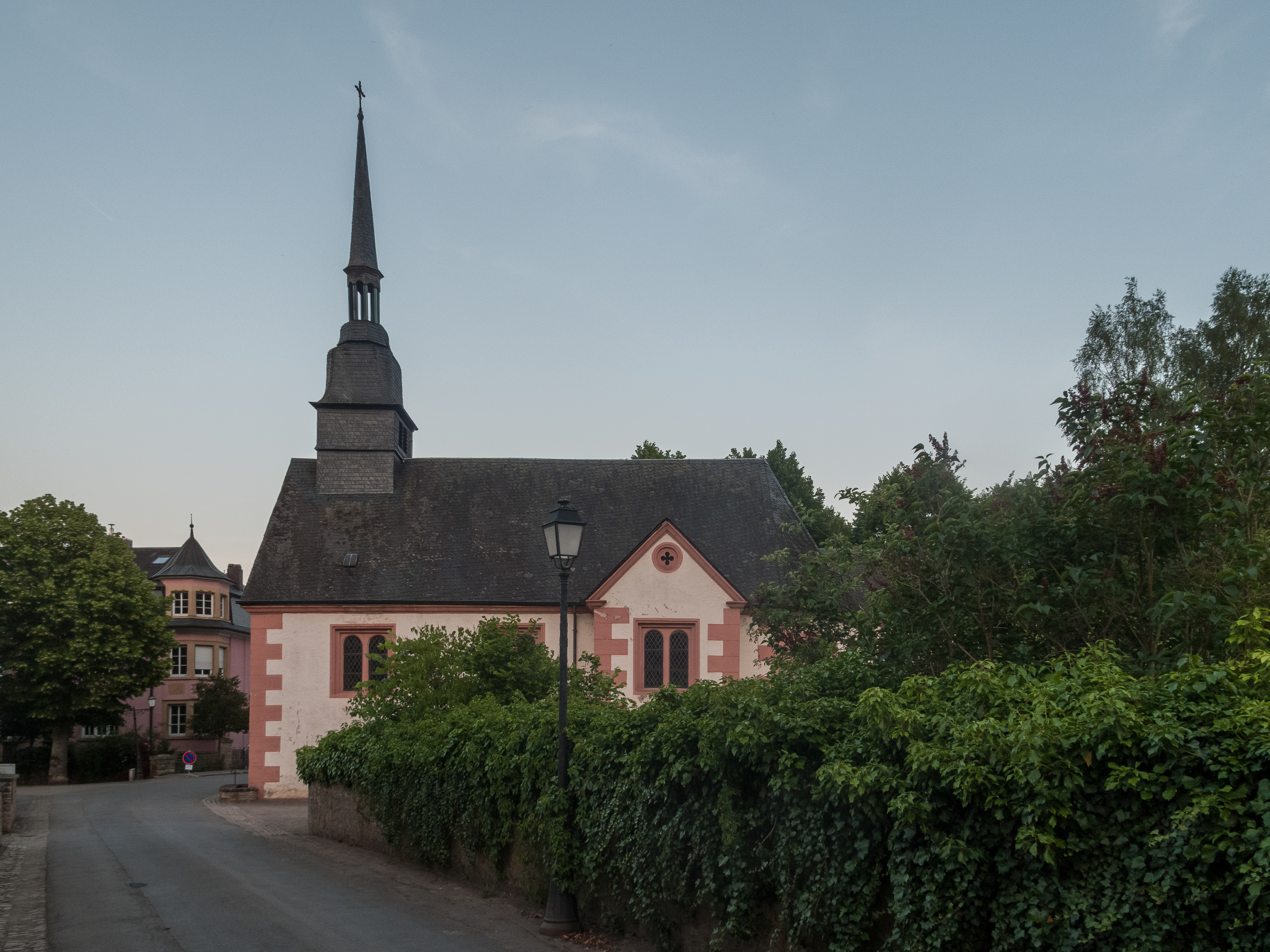
La chapelle Notre-Dame des Douleurs.
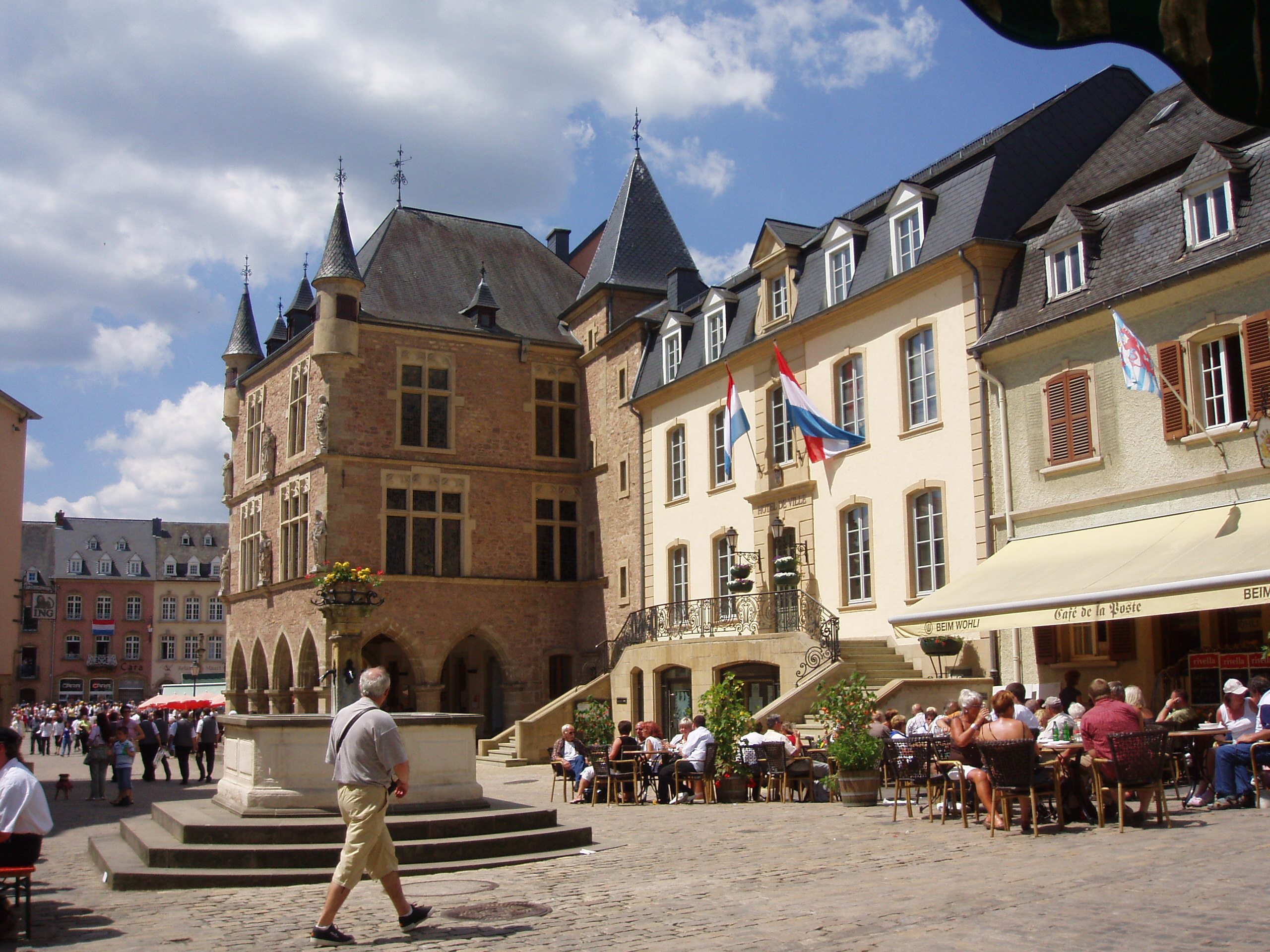
Le centre-ville.
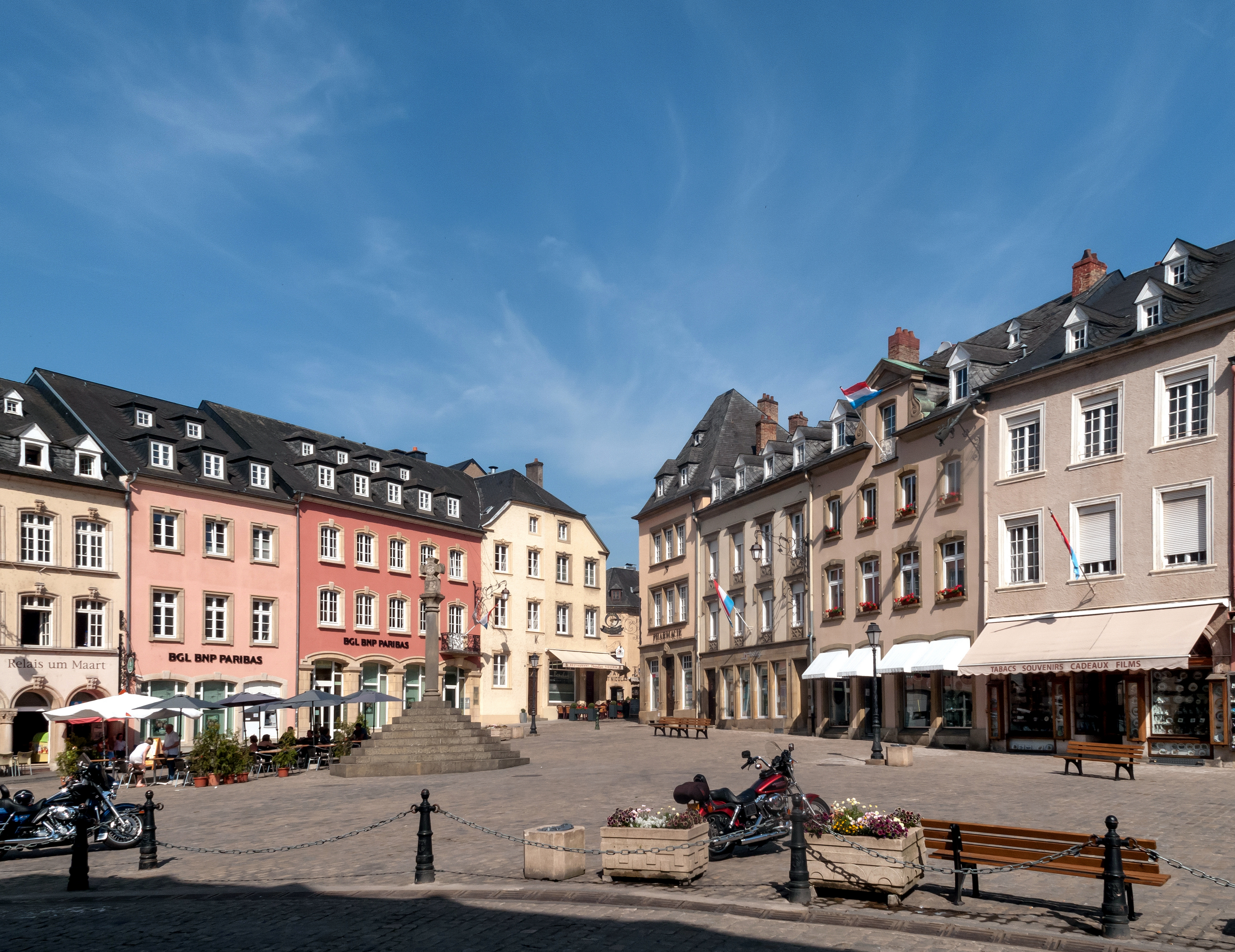
La Place du Marche.
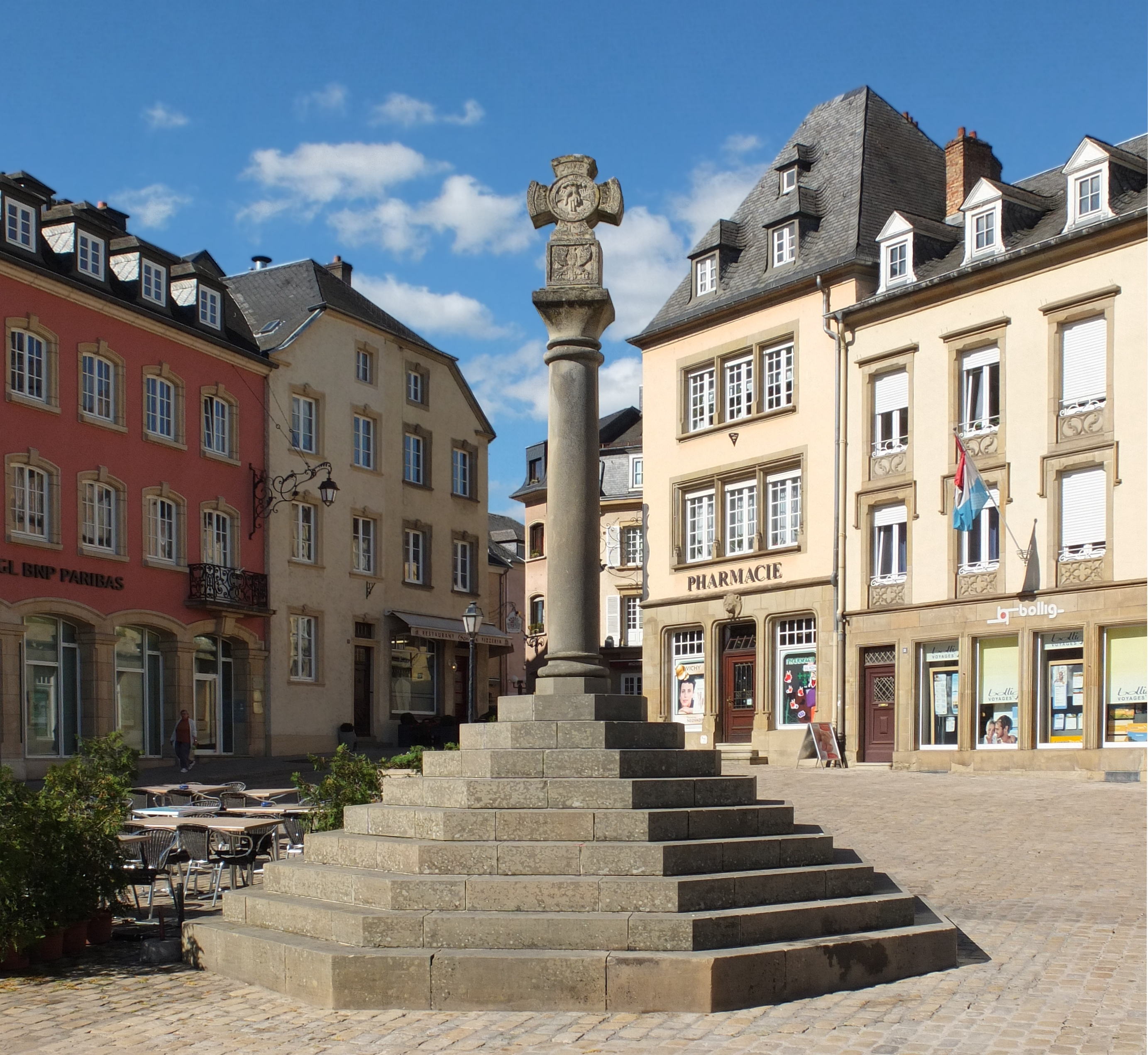
Croix du marché.
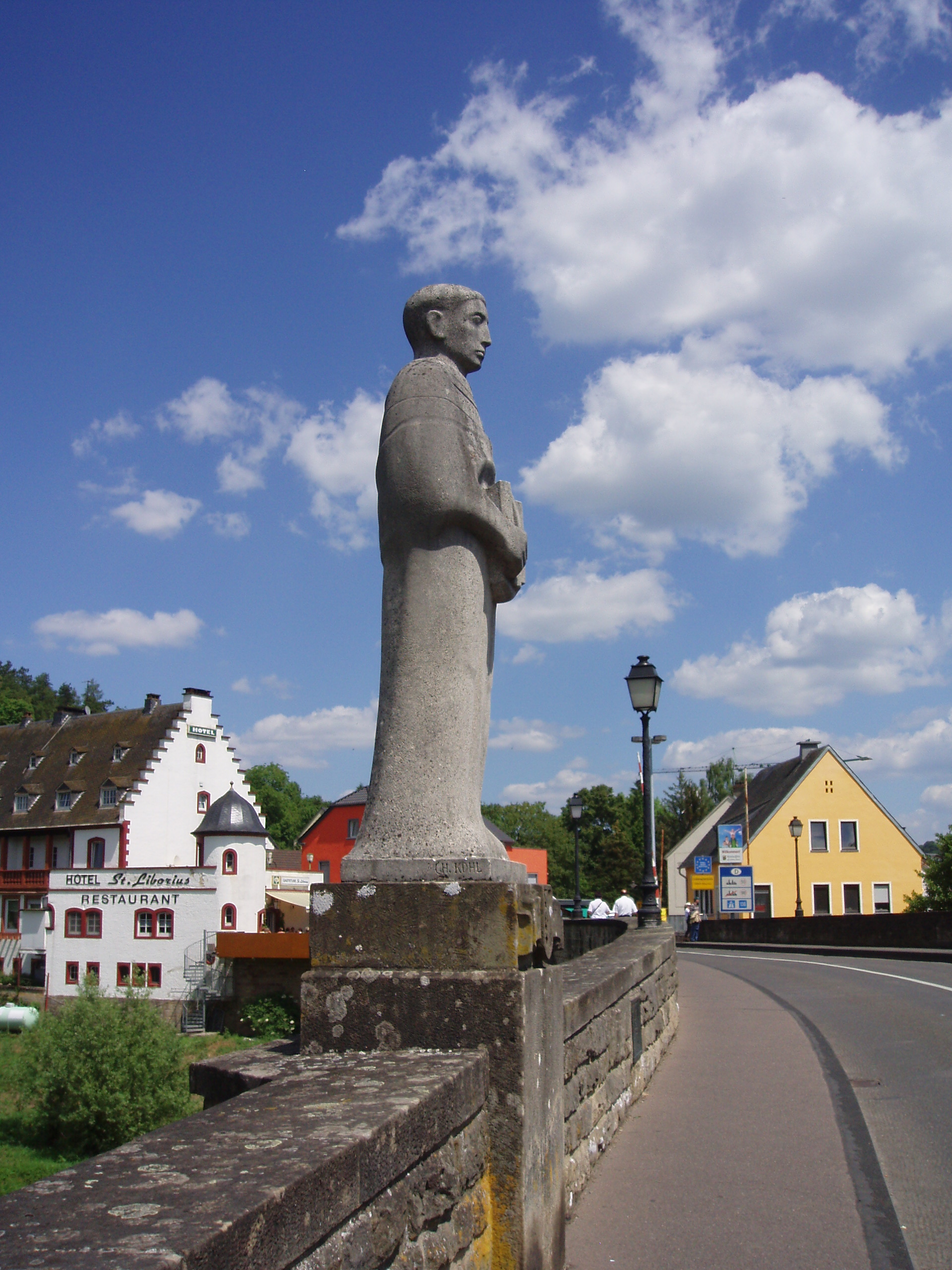
Johannes Bertels.
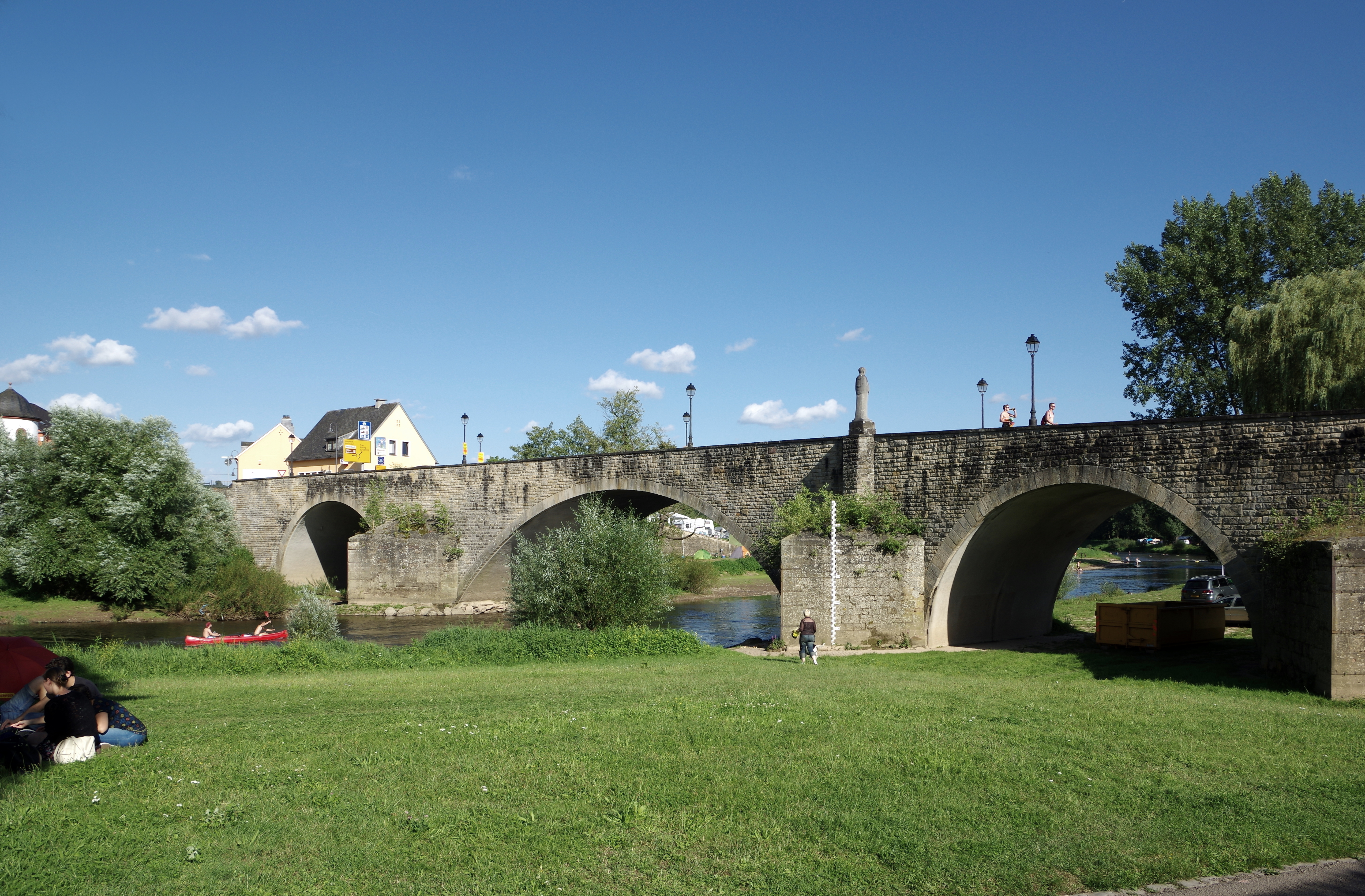
Le pont.
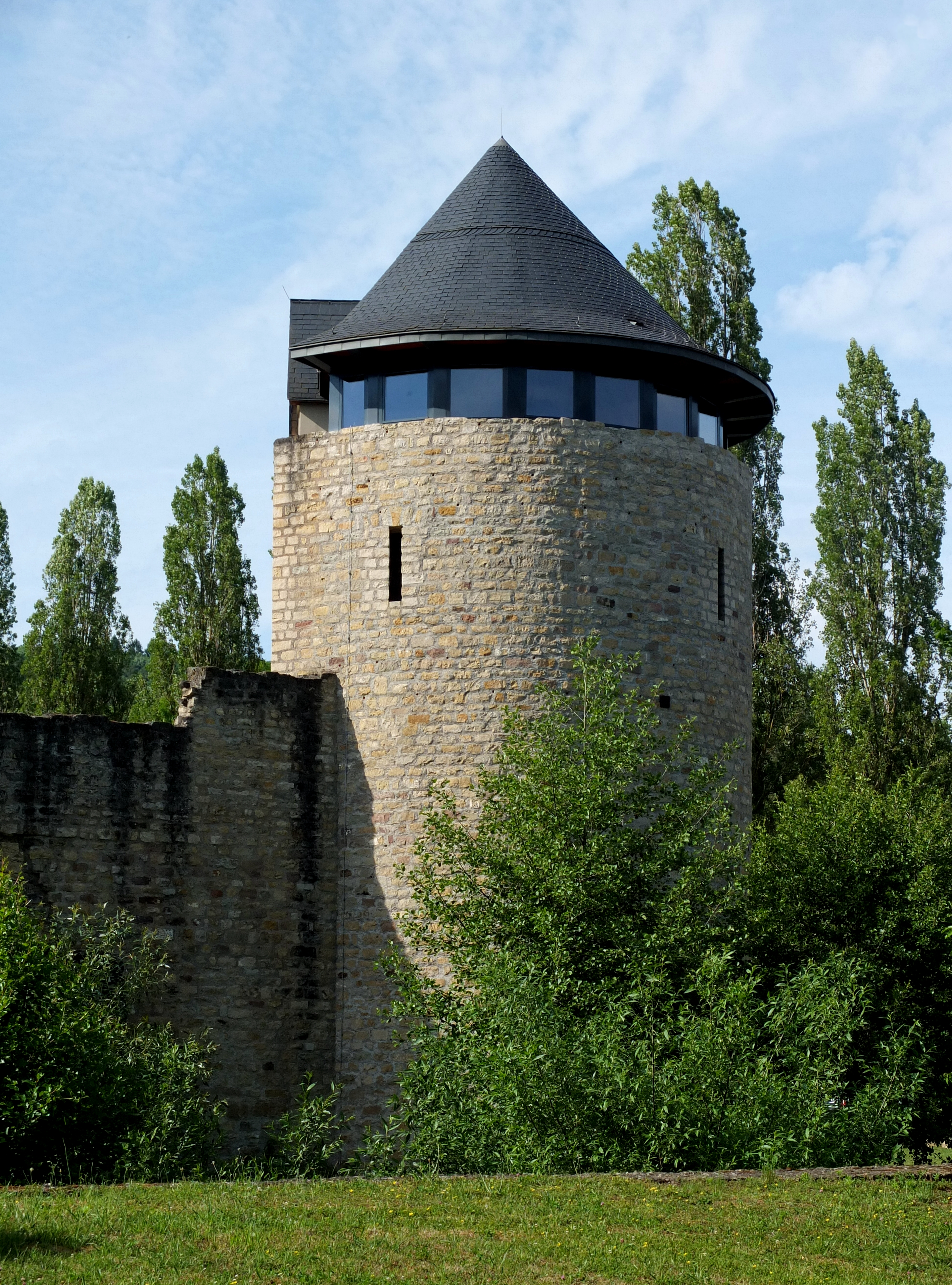
Mirador.
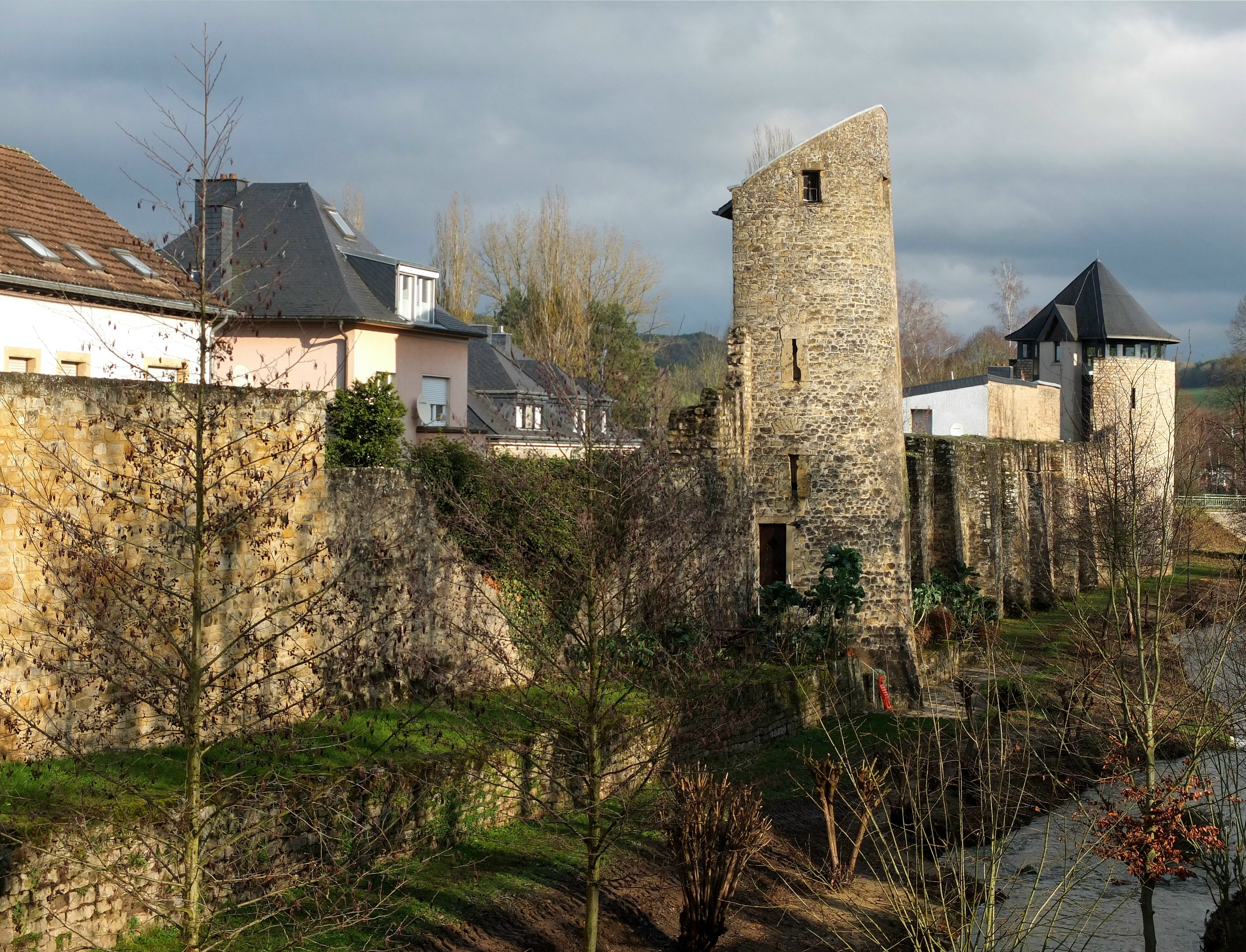
Rempart du sud.
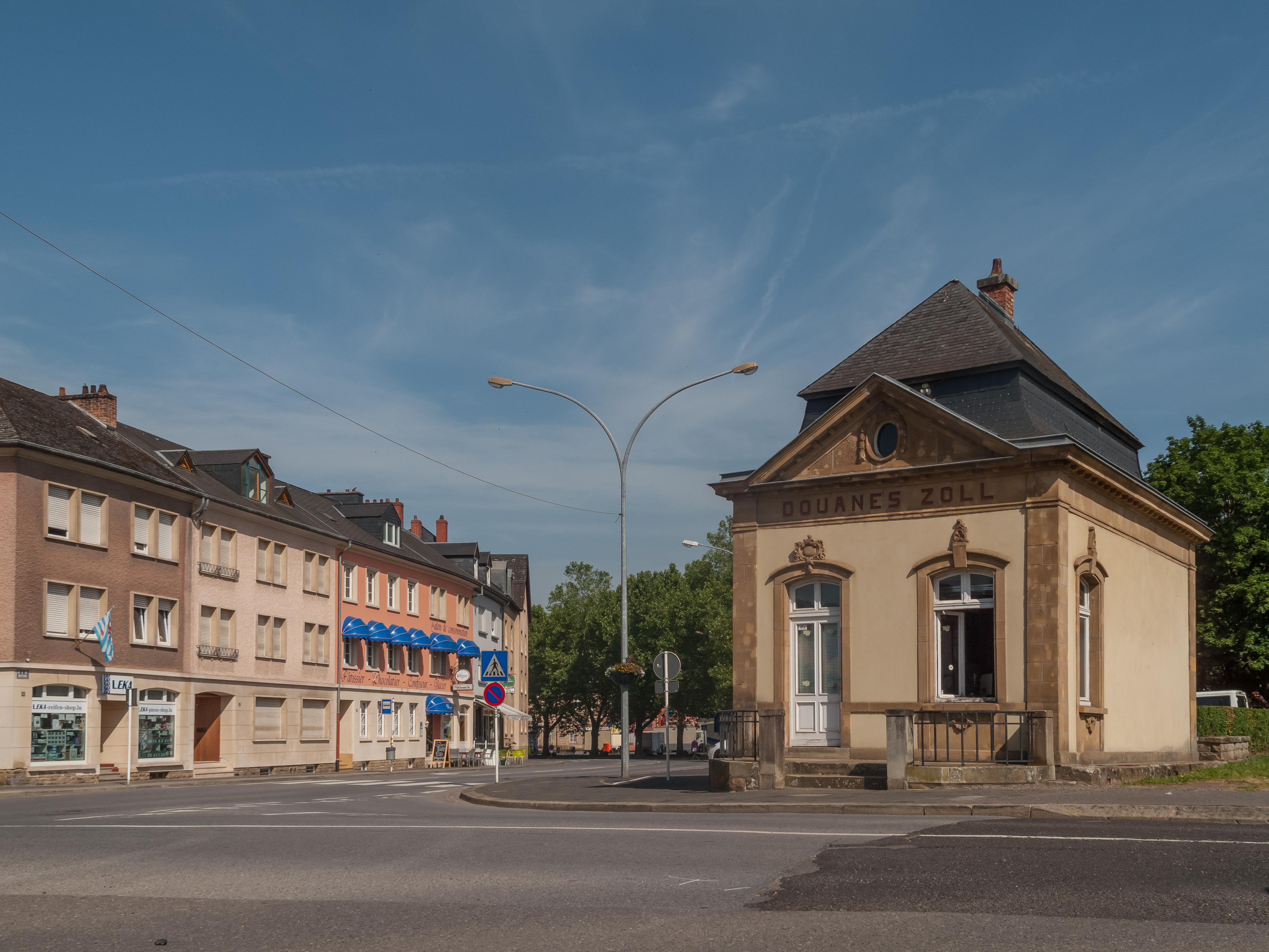
L'ancien poste-frontière.

- La basilique Saint-Willibrord fut édifiée au XIe siècle à l’emplacement d’une église carolingienne dont elle conserve la crypte. Détruite en grande partie en 1944 lors de la bataille des Ardennes, elle a retrouvé, après sa reconstruction, son allure d’origine. Dans la crypte, une châsse néogothique en marbre surmonte le sarcophage en pierre contenant les reliques de saint Willibrord. La voûte en berceau du chœur présente des vestiges de fresques illustrant des scènes de la vie de la Vierge.
- Depuis 2006, une nouvelle auberge de jeunesse a ouvert sur les bords du lac. Celle-ci est munie d'un mur d'escalade et d'une salle omnisports.
- Depuis 2023, une étude du parc a été confié à l'architecte et l'historien de jardin Emmanuel d'Hennezel en vue de sa restauration.

### Héraldique, logotype et devise
| Blason de Echternach | Blason  | ...                                                   |
| Blason de Echternach | Détails | Armoiries de la commune luxembourgeoise d’Echternach. |